# Jean-Jacques Chardeau
Pour les articles homonymes, voir Chardeau.
 (janvier 2012).
Si vous disposez d'ouvrages ou d'articles de référence ou si vous connaissez des sites web de qualité traitant du thème abordé ici, merci de compléter l'article en donnant les références utiles à sa vérifiabilité et en les liant à la section « Notes et références ».
Jean-Jacques Chardeau est un auteur compositeur français né en 1957.
Il sort son premier album Chardo's Airlines : Escales en 1989, qui bénéficie d'une couverture radio et de la rotation du clip vidéo Love Trotter, soutenu par M6.
Durant les années 90, l'artiste donne plusieurs concerts dans toute la France mais aussi à Montréal, où il attire l'attention par son spectacle ambitieux et décalé.
Plusieurs projets se développent en parallèle : un album Unrealised en 1992, divers bootlegs officiels, ou encore un album électro expérimental, Data Pulsion.
En 2005 sort l'album Hors portée, chez Musea, avec entre autres Basile Leroux, Bernard Paganotti, Claude Salmieri, Bertrand Lajudie et le violoniste américain Jerry Goodman (Flock, Mahavishnu Orchestra).
2010 marque la sortie du dernier album Résilience, enregistré aux États-Unis avec de prestigieux musiciens, tels que Brian Auger, Robert Lamm (Chicago), Jerry Goodman, Chris Pinnick...
En 2020, il participe à l'album de Francis Décamps, De retour au cimetière des arlequins, version réarrangée de l'album du groupe Ange, Le cimetière des arlequins, sorti en 1973.